# Nomozaki
Nomozaki (野母崎町, Nomozaki-chō) est un ancien bourg situé dans le district de Nishisonogi de la préfecture de Nagasaki au Japon.
En 2003, la population du bourg est estimé à 7 528 habitants pour une densité de 359,68 personnes par km². La superficie totale est de 20,93 km2.
Le 4 janvier 2005, Nomozaki, avec les bourgs d'Iōjima, Kōyagi, Sotome, Sanwa et Takashima, toutes du district de Nishisonogi, fusionnent avec la ville élargie de Nagasaki et n'existent plus en tant que municipalités indépendantes..

## Source
- (en) Cet article est partiellement ou en totalité issu de l’article de Wikipédia en anglais intitulé « Nomozaki, Nagasaki » (voir la liste des auteurs).